# فهرست پستانداران بومی سری‌لانکا
سری‌لانکا محل زندگی ۲۱ گونه پستاندار بومی است. تعداد پستانداران خشکی‌زی که از این کشور به ثبت رسیده‌اند ۹۱ مورد است. علاوه بر این، تعداد ۲۸ پستاندار دریایی نیز در اقیانوس‌هایی که این جزیره را احاطه کرده‌اند، زندگی می‌کنند. سری‌لانکا به‌عنوان یک جزیره فاقد مناطق خشکی کافی برای پشتیبانی از حیات حیوانات بزرگ است. با این حال سنگواره‌هایی از گونه‌های باستانی بزرگ از کرگدن‌ها، اسب‌های آبی و شیرها در این جزیره کشف شده‌است. بیشتر گیاهان و جانوران سری‌لانکا کمتر مورد مطالعه قرار گرفته‌اند. بنابراین تعداد گونه‌های بومی می‌تواند بیشتر از این باشد. هر سه سردهٔ بومی سولیسورکس، فروکولوس و سری‌لانکامیس در سری‌لانکا، تک‌نمونه هستند.

## پستانداران بومی
بیشتر پستانداران بومی سری‌لانکا، پستانداران شب‌زی هستند و به‌ندرت دیده می‌شوند.
|  | کمترین نگرانی   |
|  | در نزدیکی تهدید |

|  | آسیب‌پذیر    |
|  | در معرض خطر |

### راسته نخستین: نخستیان
| نام                                    | مرجع گونه                          | فهرست قرمز |
| -------------------------------------- | ---------------------------------- | ---------- |
| تیره چشم‌گردان: چشم‌گردها                |                                    |            |
| چشم‌گرد لاغر قرمز                       | لوریس تاردیگرادوس (لینه، ۱۷۵۸)     | [ ۷ ]      |
| تیره میمون بر قدیم: میمون‌های جهان قدیم |                                    |            |
| تاکو ماساکو                            | ماکاکا سینیکا (لینه، ۱۷۷۱)         | [ ۸ ]      |
| لنگور چهره بنفش                        | تراکیپیتکوس وتولوس (ارکسلبن، ۱۷۷۷) | [ ۹ ]      |

### راسته جونگان: جوندگان
| نام                                    | مرجع گونه                            | فهرست قرمز |
| -------------------------------------- | ------------------------------------ | ---------- |
| تیره سنجاب‌ها: سنجاب‌ها                  |                                      |            |
| سنجاب نخل لایارد                       | فونامبولوس لایاردی (بلیت، ۱۸۴۹)      | [ ۱۰ ]     |
| سنجاب نخل تیره                         | فونامبولوس آبسکوروس (واترهاوس، ۱۸۳۸) | [ ۱۱ ]     |
| تیره موشان: موش‌ها و خرموش‌های جهان قدیم |                                      |            |
| موش مایور                              | موس مایوری (توماس، ۱۹۱۵)             | [ ۱۲ ]     |
| موش خاردار سیلان                       | موس فرناندونی (فیلیپس، ۱۹۳۲)         | [ ۱۳ ]     |
| خرموش نیلو                             | رتوس مونتانوس (فیلیپس، ۱۹۳۲)         | [ ۱۴ ]     |
| خرموش اوهیا                            | سریلانکامیس اوهینسیس (فیلیپس، ۱۹۲۹)  | [ ۱۵ ]     |
| موش کوهنورد دم‌دراز نولتنیوس            | وانلوریا نولتنی (فیلیپس، ۱۹۲۹)       | [ ۱۶ ]     |

### راسته حشره‌خوارسانان: حشره‌خوارها و موش‌های کور
| نام                         | مرجع گونه                                                                  | فهرست قرمز |
| --------------------------- | -------------------------------------------------------------------------- | ---------- |
| تیره حشره‌خوارها: حشره‌خوارها |                                                                            |            |
| حشره‌خوار دم‌دراز سری‌لانکایی  | کروکیدورا میا (فیلیپس، ۱۹۲۹)                                               | [ ۱۷ ]     |
| حشره‌خوار سینهاراجا          | کروکیدورا هیکمیا (میگاسکومبورا، مانامندرا آراچی، پتیاگودا و اشنایدر، ۲۰۰۷) | [ ۱۸ ]     |
| حشره‌خوار پنجه‌بلند پیرسون    | سولیسورکس پیرسونی توماس، ۱۹۲۴                                              | [ ۱۹ ]     |
| حشره‌خوار جنگلی              | سنکوس زیلانیکوس فیلیپس، ۱۹۲۸                                               | [ ۲۰ ]     |
| حشره‌خوار سری‌لانکایی         | سنکوس فلووسگوردونی فیلیپس، ۱۹۳۲                                            | [ ۲۱ ]     |

### راسته گوشت‌خوارسانان: گوشت‌خوارها
| نام                         | مرجع گونه                                 | فهرست قرمز |
| --------------------------- | ----------------------------------------- | ---------- |
| تیره زبادان: زبادها         |                                           |            |
| زباد نخلی طلایی)            | پارادوکسوروس زیلوننسیس (پالاس، ۱۷۷۸)      | [ ۲۲ ]     |
| زباد نخلی طلایی نم‌نشین      | پارادوکسوروس اورئوس کویه، ۱۸۲۲            | [ ۲۳ ]     |
| زباد نخلی طلایی خشک‌نشین     | پارادوکسوروس استنوسفالوس گروز ات ال. ۲۰۰۹ | [ ۲۴ ]     |
| زباد نخلی قهوه‌ای سری‌لانکایی | پارادوکسوس مونتانوس کلارت، ۱۸۵۲           | [ ۲۵ ]     |

### راسته جفت‌سم‌سانان: جفت‌سم‌سانان
| نام                       | مرجع گونه                            | فهرست قرمز |
| ------------------------- | ------------------------------------ | ---------- |
| تیره موش‌گوزن‌ها: موش‌آهوها  |                                      |            |
| موش‌آهوی خالدار سری‌لانکایی | موشیولا ممینا ارکسلبن، ۱۷۷۷          | [ ۲۶ ]     |
| موش‌آهوی خالدار زردنواری   | موشیولا کاتیگره گرووز و میجارد، ۲۰۰۵ | [ ۲۷ ]     |